# Hygrotus femoratus
Hygrotus femoratus är en skalbaggsart som först beskrevs av Henry Clinton Fall 1901.  Hygrotus femoratus ingår i släktet Hygrotus och familjen dykare. Inga underarter finns listade i Catalogue of Life.